# Broistedt (Lengede)
Broistedt ist ein Ortsteil der Gemeinde Lengede im Landkreis Peine in Niedersachsen.

## Geografie
Broistedt liegt im Übergangsbereich zwischen den Ausläufern des nördlichen Harzvorlandes und dem Norddeutschen Tiefland, rechtsseitig des Flusses Fuhse.
Die Ortschaft liegt an der Landesstraße L 472 zwischen Braunschweig und Hildesheim sowie zwischen der Kreisstadt Peine und der Stadt Salzgitter.

## Geschichte
Im Jahr 1910 hatte Broistedt 1057 Einwohner.
Am 1. Juli 1972 wurde Broistedt im Zuge der Gebietsreform in Niedersachsen aus dem Landkreis Wolfenbüttel ausgegliedert und mit den bis zu diesem Zeitpunkt selbstständigen Gemeinden Barbecke, Klein Lafferde, Lengede und Woltwiesche zur neugeschaffenen Einheitsgemeinde Lengede im Landkreis Peine zusammengefasst.

## Politik
Der Ortsrat, der Broistedt vertritt, setzt sich aus sieben Mitgliedern zusammen. Die Ratsmitglieder werden durch eine Kommunalwahl für jeweils fünf Jahre gewählt.
Bei der Kommunalwahl 2021 ergab sich folgende Sitzverteilung:
| Ortsrat 2021Insgesamt 7 Sitze - SPD: 4 - Grüne: 1 - CDU: 2 | Ortsratswahl 2021Wahlbeteiligung: 54,48 % 706050403020100 63,6 %23,4 %13 % SPDCDUGrüne |

### Wappen
| Wappen von Broistedt | Blasonierung: „In Rot.“ |
| Wappen von Broistedt | Wappenbegründung: Das von 1341 bis 1637 nachgewiesene Geschlecht von Broistedt, das sich nach dem Ort benannte und ins Braunschweiger Patriziat aufstieg, führte ein Wappen, das als wesentlichen Inhalt drei silberne Glockenblumen mit grünen Kelchblättern im roten Schild aufwies. Von ihnen wurde eine ins Broistedter Ortswappen übernommen. Sie verweist überdies auf die ursprüngliche Landesnatur zur Zeit der ersten Siedler, die den Ort „Bruch-Stätte“ (=Broistedt) nannten, also „feuchtes Gelände“. Die Glockenblume als typische Vertreterin der Flora eines solchen Geländes findet sich noch heute auf Feuchtgebieten im Ortsbereich. Schlägel und Eisen erinnern an den im 19. und 20. Jahrhundert betriebenen Erzbergbau. Der Schacht „Anna“ lag auf der Broistedter Gemarkung. Das Wappen wurde vom Heraldiker Arnold Rabbow gestaltet und am 25. Mai 1988 vom Ortsrat einstimmig angenommen. |

## Wirtschaft und Infrastruktur
Seit 1946 hat die Wilhelm Stoll Maschinenfabrik GmbH ihren Sitz in Broistedt.
Der Haltepunkt Lengede-Broistedt liegt an der Bahnstrecke Hildesheim–Groß Gleidingen.